# Pazufloxacina
La  pazufloxacina (nella fase sperimentale conosciuta anche con la sigla T-3761) è un antibiotico che appartiene alla classe dei chinoloni di terza generazione. La molecola è stata scoperta in Giappone dalla società Toyama Chemical Company e successivamente sviluppata dalla stessa Toyama Chemical e dalla Mitsubishi Pharma Corporation. In Giappone viene commercializzata con il nome di Pasil e Pazucros
Il composto è dotato di un ampio spettro d'azione contro i batteri Gram-positivi e Gram-negativi compresa un'ampia varietà di ceppi resistenti (ad esempio a cefalosporine, carbapenemi e aminoglicosidi) e batteri anaerobi. In commercio esiste una formulazione iniettabile costituita da pazufloxacina mesilato.

## Farmacodinamica
Come altri chinoloni la pazufloxacina agisce inibendo in modo selettivo sia la DNA–girasi (conosciuta anche come topoisomerasi II) che la topoisomerasi IV. Questi due enzimi sono cruciali per la cellula batterica, in particolare per i processi di duplicazione, trascrizione e riparazione dell'acido deossiribonucleico (DNA) nei batteri. La topoisomerasi IV separa le catene di DNA che deve essere replicato (cioè duplicato), prima che abbia inizio la divisione cellulare batterica. Il blocco dell'enzima impedisce al DNA di essere separato, interrompendo il processo di replicazione delle molecole dell'acido deossiribonucleico: il batterio quindi non può più dividersi né replicarsi. La DNA girasi, d'altra parte, è responsabile del superavvolgimento del DNA: quest'ultimo processo è cruciale affinché la molecola possa essere fatta rientrare nelle cellule di nuova formazione. Il blocco di entrambi i meccanismi porta quindi alla morte del batterio.
La pazufloxacina risulta attiva principalmente nei confronti di Escherichia coli, Klebsiella pneumoniae, Citrobacter, Proteus mirabilis, Proteus vulgaris, Providencia rettgeri, Serratia marcescens, Shigella flexneri, Salmonella, Aeromonas hydrophila e Yersinia.

## Farmacocinetica
A seguito di somministrazione per via endovenosa la pazufloxacina si distribuisce ampiamente nei diversi fluidi e tessuti biologici, in particolare nel polmone, nelle vie biliari, nei fluidi pleurici e peritoneali, nel liquido cerebrospinale. L'emivita terminale del composto è di 1,5-2 ore. L'eliminazione dall'organismo avviene prevalentemente in forma immodificata per mezzo dell'emuntorio renale. Nell'arco di 24 ore viene eliminata una quota di farmaco pari a oltre il 90%.

## Usi clinici
Il farmaco trova indicazione nel trattamento di infezioni da batteri Gram negativi suscettibili, particolarmente nelle infezioni delle vie aeree superiori e inferiori (riacutizzazioni di bronchiti croniche, polmonite, ascessi polmonari) nonché nelle infezioni non complicate del tratto urinario (cistite acuta, prostatiti, pielonefriti). 
Altre indicazioni sono rappresentate dalle infezioni dell'apparato genitale (ad esempio le endometriti), dalle infezioni addominali
(peritonite, colecistite, ascessi epatici e altri ascessi intraaddominali).
La presenza di una percentuale elevata di ceppi di gonococco resistenti ai fluoroquinoloni riduce l'efficacia della pazufloxacina nel trattamento delle uretriti gonococciche.
L'efficacia della pazufloxacina è stata studiata anche nei confronti delle diverse specie di Legionella, gli agenti eziologici della malattia del legionario, ed è apparsa essere equivalente o superiore a quella dei macrolidi.

## Effetti collaterali e indesiderati
Nei pazienti in trattamento con pazufloxacina possono insorgere alcuni disturbi, in molti casi comuni ad altri antibiotici, in particolare a carico dell'apparato gastrointestinale (perdita di appetito, dispepsia, dolore epigastrico, nausea, vomito, diarrea).
Vengono anche segnalati effetti avversi a carico della cute (prurito, orticaria, rash cutaneo) e dell'apparato muscoloscheletrico (mialgie ed artralgie diffuse). Come avviene per altre molecole della stessa classe non sono infrequenti i disturbi del sistema nervoso (cefalea, capogiro e vertigine, agitazione psicomotoria).

## Controindicazioni
Il composto è controindicato nei soggetti con ipersensibilità nota al principio attivo oppure ad altri antibatterici chinolonici così come ad uno qualsiasi degli eccipienti utilizzati nella formulazione farmaceutica. La pazufloxacina, che come altri chinoloni è nota per la tendenza ad abbassare la soglia convulsiva, è importante che non sia somministrata a pazienti epilettici, con una storia personale di precedenti accessi di convulsivi, oppure con fattori che possono predisporre alle convulsioni, come ad esempio pregressi traumi cranici, ischemie cerebrali o encefalopatia multivascolare), in quanto potrebbe favorire la comparsa di convulsioni.